# یواس‌اس توناواندا (ای‌ان-۸۹)
یواس‌اس توناواندا (ای‌ان-۸۹) (به انگلیسی: USS Tonawanda (AN-89)) یک کشتی است که طول آن 168' 6" می‌باشد. این کشتی در سال ۱۹۴۴ ساخته شد.